# Edgaras Želionis
Edgaras Želionis (Vilnius, 4 giugno 1989) è un cestista lituano.

## Palmarès
- T1 League: 1

New Taipei CTBC DEA: 2022-23